# Hermippus schoutedeni
Hermippus schoutedeni là một loài nhện trong họ Zodariidae.
Loài này thuộc chi Hermippus. Hermippus schoutedeni được Roger de Lessert miêu tả năm 1938.